# St. Johannes Nepomuk (Hasenfeld)
Die römisch-katholische Kapelle St. Johannes Nepomuk steht in Hasenfeld, einem Ortsteil der Stadt Heimbach im Kreis Düren, Nordrhein-Westfalen, direkt an der Landesstraße 218 mit der Anschrift Schwammenaueler Str. 89.
Die Dorfkirche trägt das  Patrozinium des heiligen Johannes von Nepomuk.
Die erste Kirche stammt, wie auf dem Türsturz heute noch zu lesen ist, aus dem Jahr 1751. Sie wurde im Zweiten Weltkrieg durch britische und amerikanische Soldaten bis zur Ruine zerstört. Dies ist im Zusammenhang mit der Allerseelenschlacht im nahen Hürtgenwald zu sehen.
Die kleine Saalkirche ist aus Bruchsteinen gemauert und hat einen polygonalen Chorschluss. Der Dachreiter ist verschiefert. Die Fenster haben Sandsteingewände. Der Innenausbau ist neueren Datums. Aus
dem 18. Jahrhundert sind noch die Mondsichelmadonna und die Christusstatue erhalten.

Kapelle St. Johannes Nepomuk (Hasenfeld)
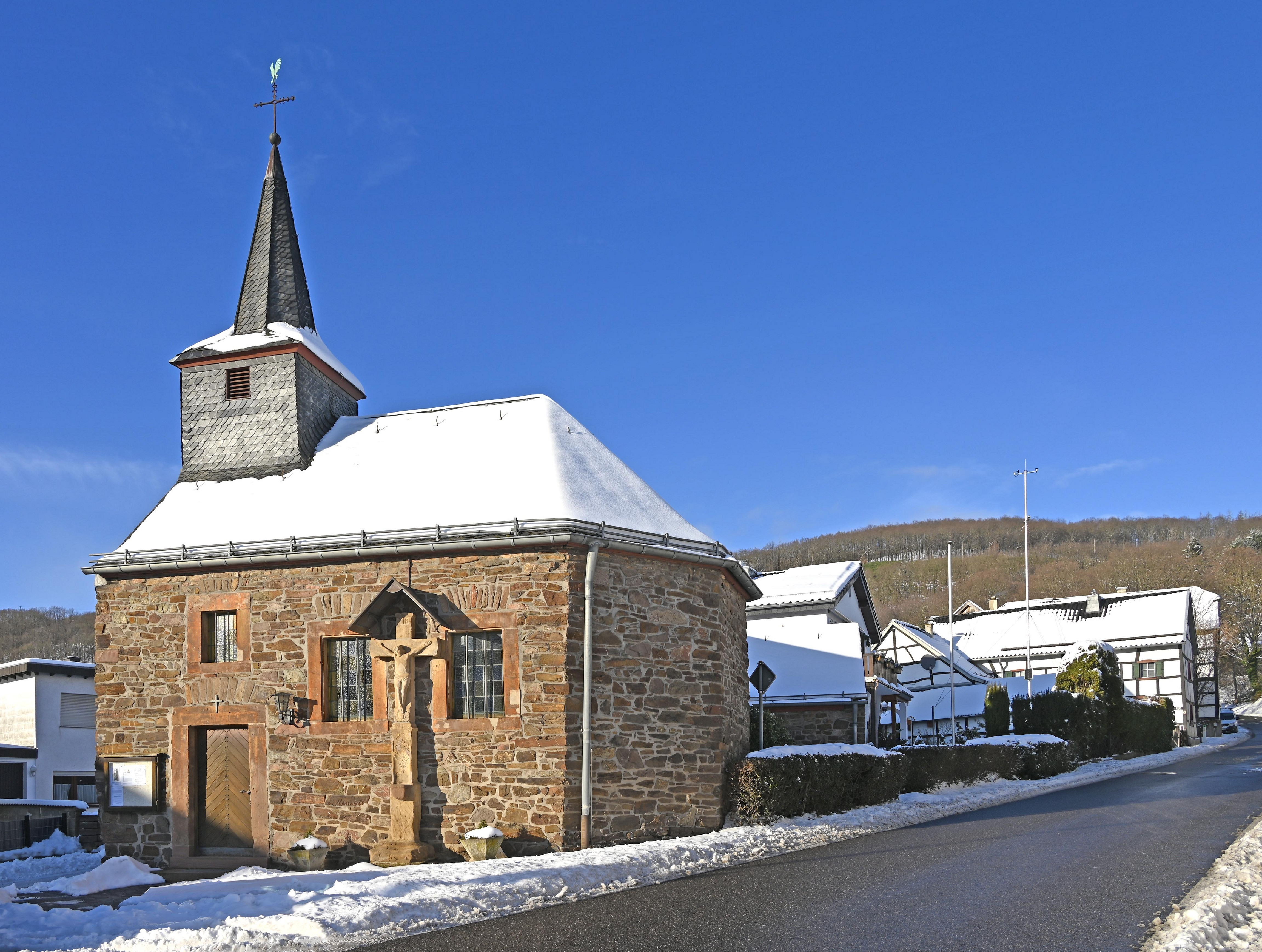
Kapelle mit Wegekreuz
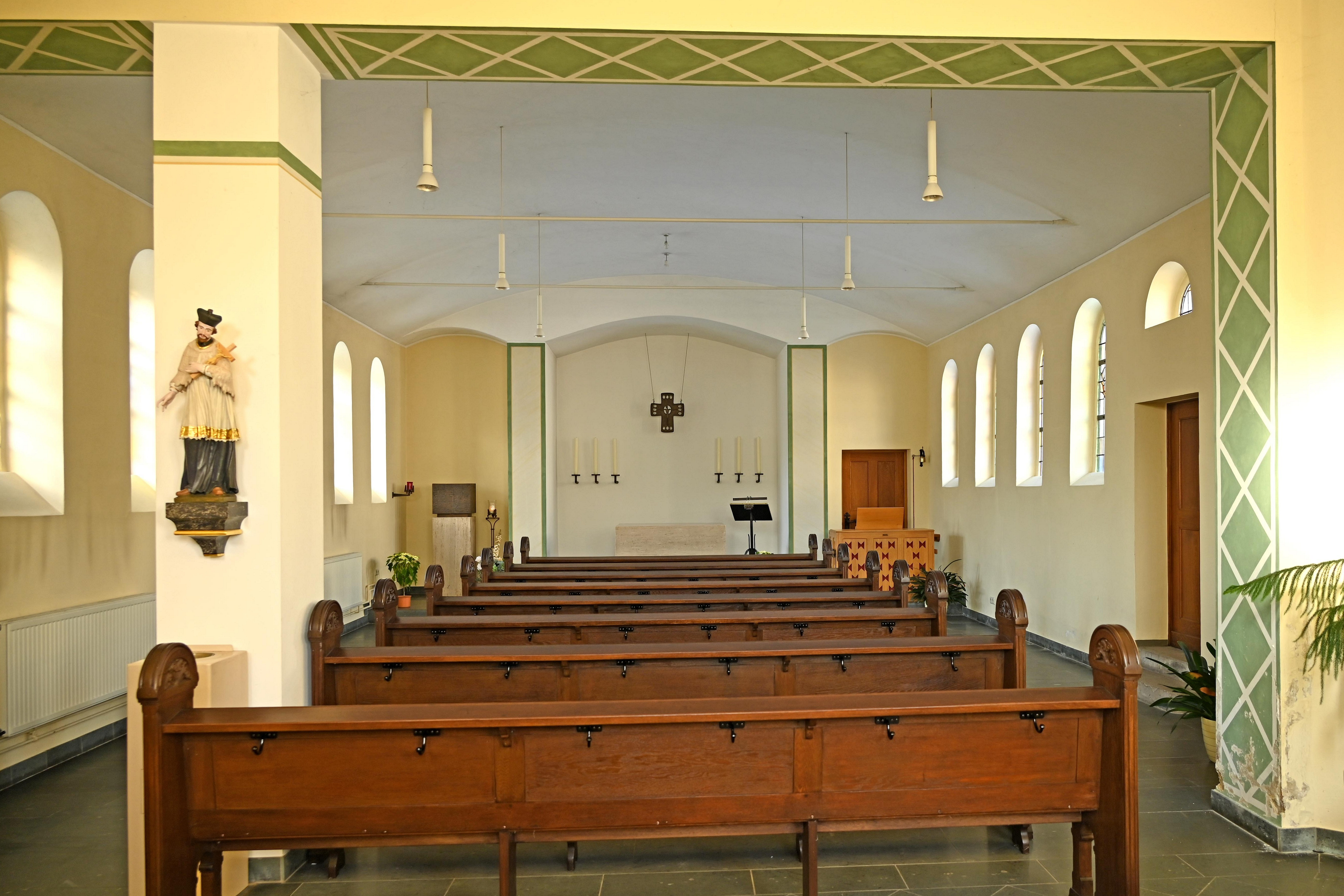
Innenraum
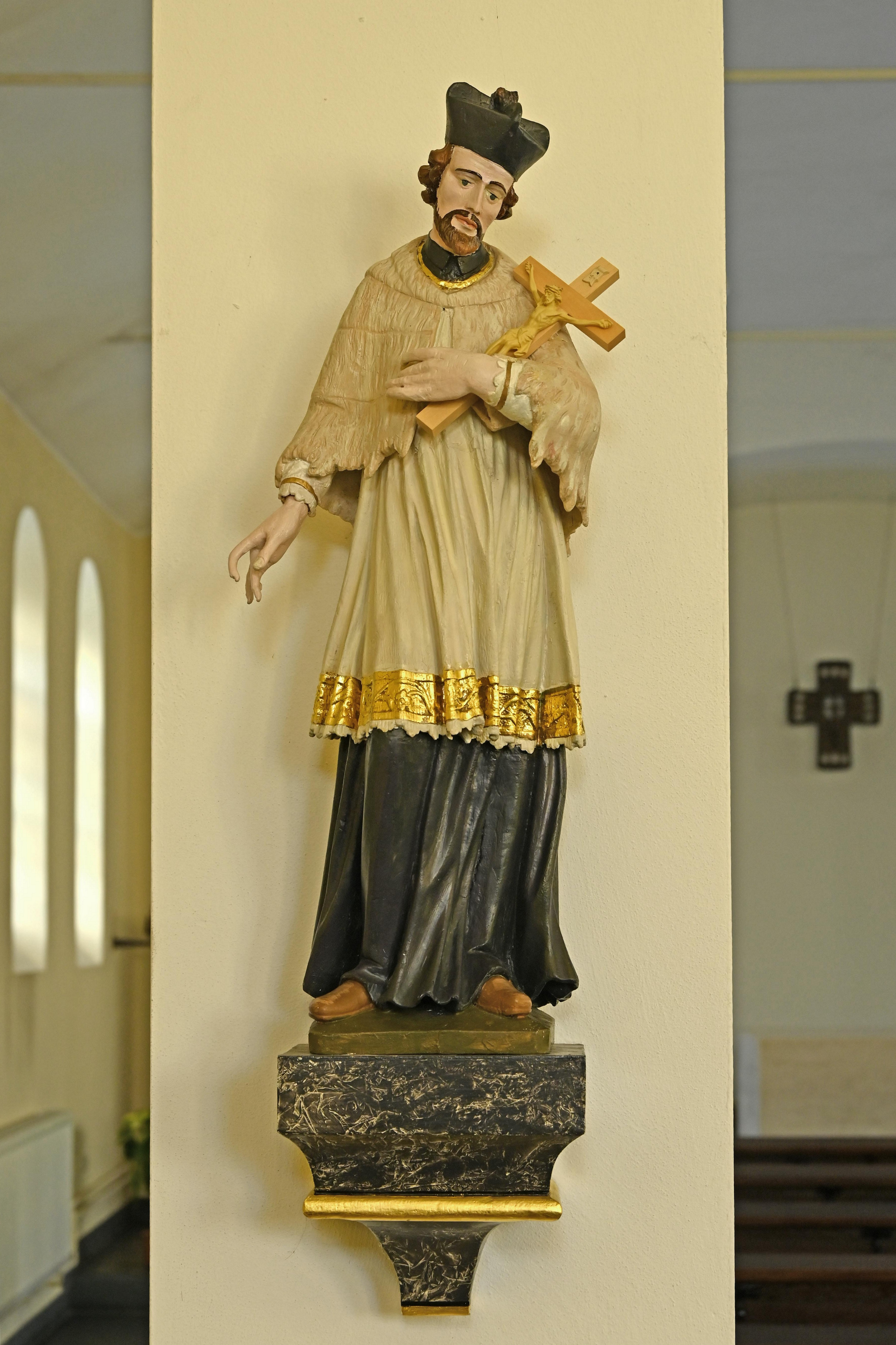
Nepomuk-Statue
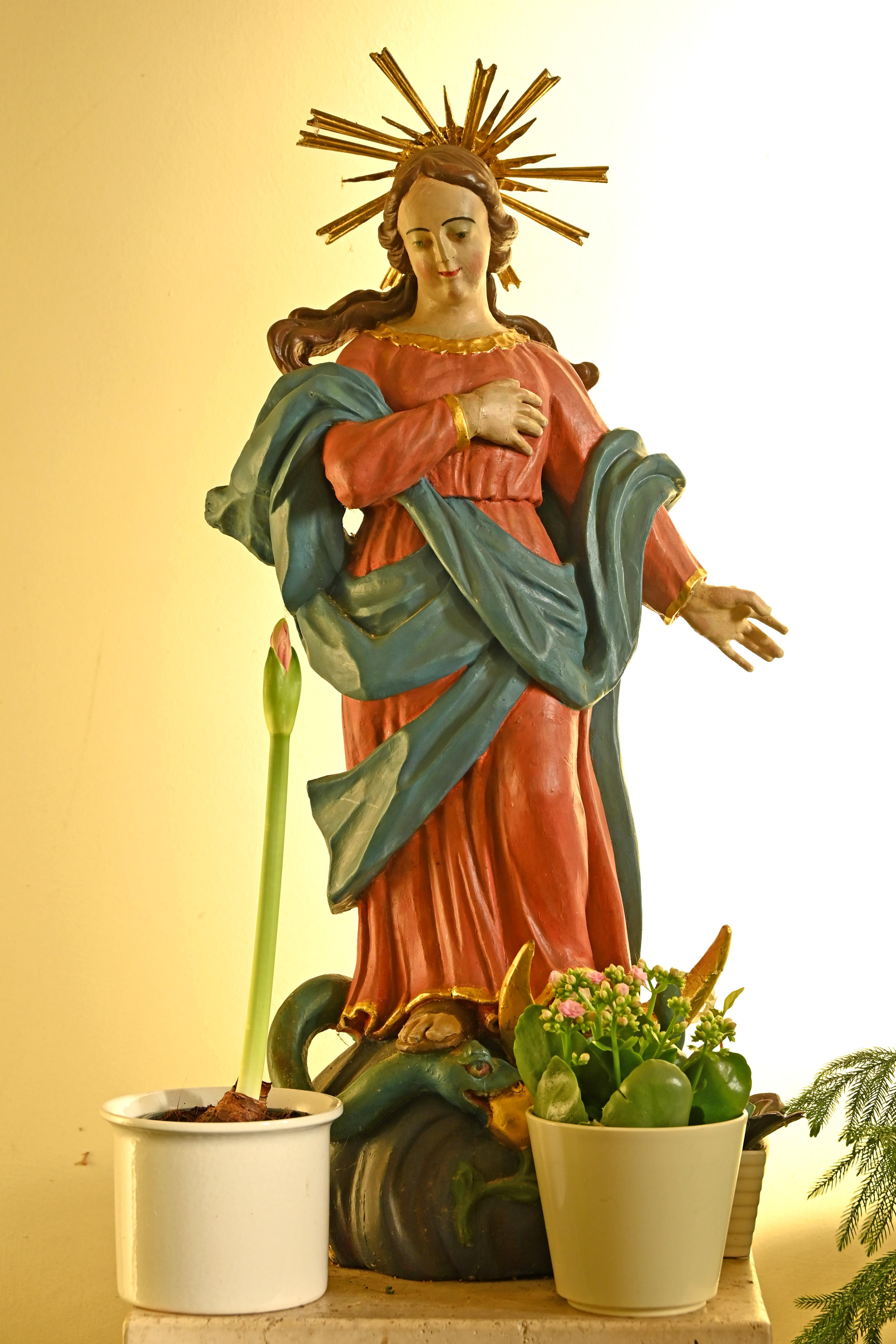
Madonna, 17. Jh.

Die heutige, nunmehr um das sechsfach vergrößerte Kapelle, wurde am 28. November 1952 eingeweiht.
Die Kirche wurde am 21. April 1989 unter Nr. 36 in die Denkmalliste eingetragen.